# Хелло, Долли! (мюзикл)
«Хелло, Долли!» (англ. Hello, Dolly!, досл.: «Привет, Долли!») — мюзикл Джерри Хермана на либретто Майкла Стюарта.

## История постановок

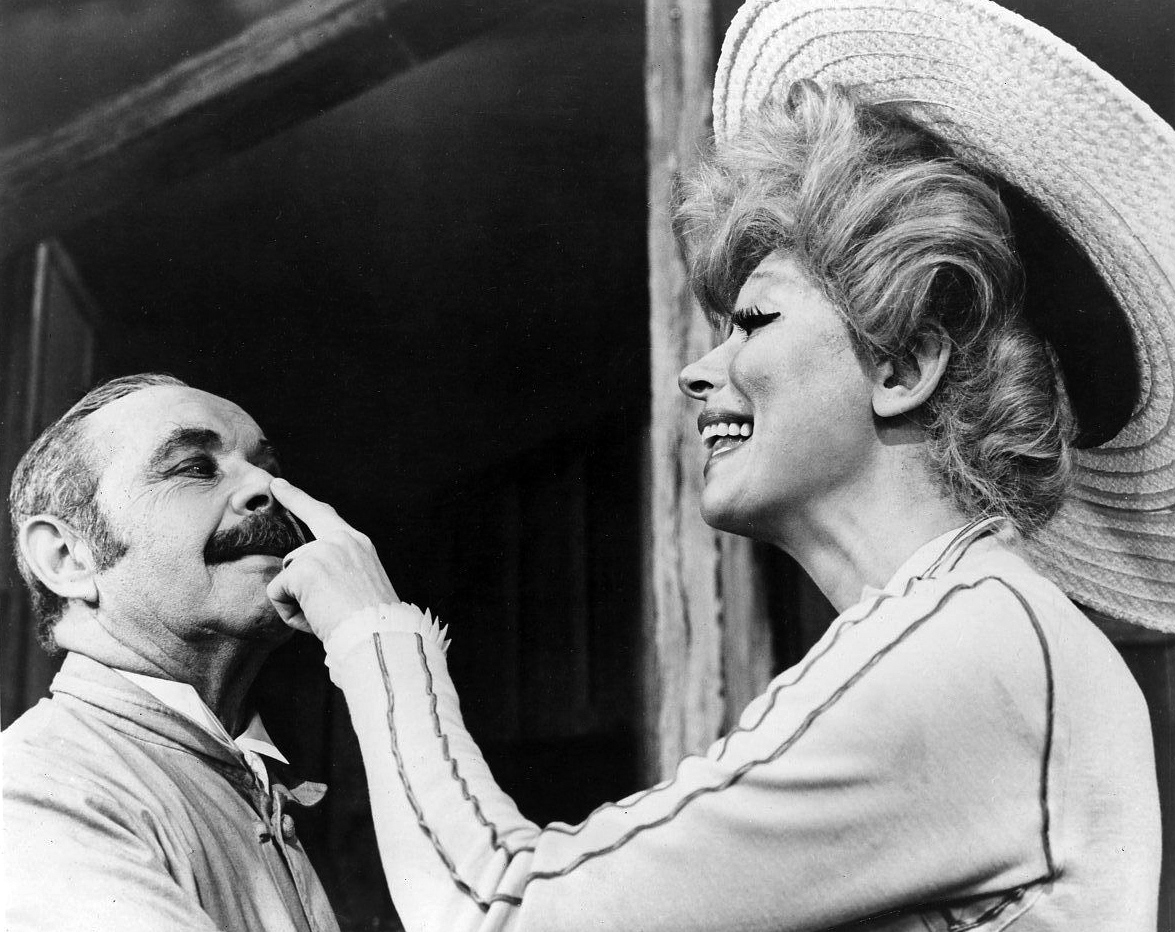
Дэвид Бернс и Кэрол Чэннинг в оригинальной постановке «Хелло, Долли!»

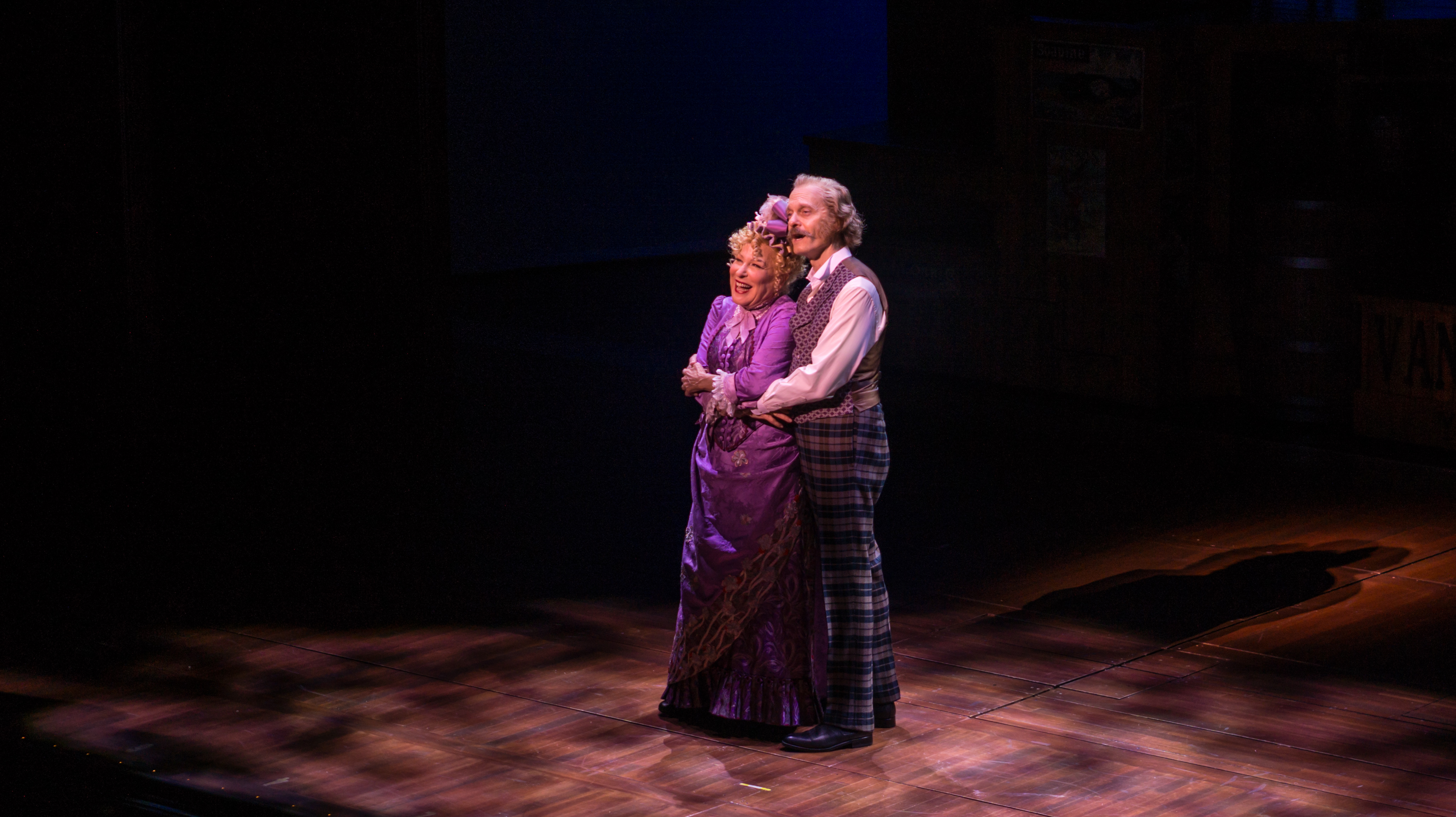
Бетт Мидлер и Дэвид Хайд Пирс в финальной сцене мюзикла «Хелло, Долли!», 5 октября 2017 года

Сюжет мюзикла написан по одноактной комедии Торнтона Уайлдера «The Merchant of Yonkers», которую тот в 1955 году переработал и переименовал в «The Matchmaker». Пьеса Уайлдера, в свою очередь, ведёт начало от пьесы XIX века «A Day Well Spent» английского драматурга Джона Оксенфорда, которую потом перевели на немецкий. Этот перевод и послужил основой для работы Уайлдера.
Первую оригинальную версию мюзикла на Бродвее поставил Гауэр Чэмпион, после того, как на предложение продюсера Дэвида Мерриком ответили отказом Харольд Принс и Джером Роббинс. Премьера состоялась в январе 1964 года. Эта постановка получила 10 премий «Тони», в том числе за лучший мюзикл.
В 1969 году режиссёр Джин Келли снял одноимённый музыкальный фильм по мотивам мюзикла. Главные роли в фильме сыграли актёры Барбра Стрейзанд и Уолтер Маттау. Фильм был номинирован на «Оскар» в семи категориях, выиграв в трёх из них, включая награду за лучшую музыку.
Музыкальный альбом Hello, Dolly! An Original Cast Recording в исполнении первого бродвейского состава в 2002 году был включён в Зал славы «Грэмми».
В 2009 году мюзикл был поставлен в России в Московской Оперетте.
В 2017 году мюзикл вновь возродился на Бродвее, где роль миссис Долли Галлахер Ливай играет актриса Бетт Мидлер, а в роли Хораса Вандергелдера выступал Дэвид Хайд Пирс. С 13 июня 2017 года по 9 января 2018 года, по вторникам, роль Долли Ливай играла Донна Мёрфи.
С 20 января 2018 года вместо Бетт Мидлер роль Долли играла Бернадетт Питерс, а роль Хораса — Виктор Гарбер. Бетт Мидлер и Дэвид Хайд Пирс вернулись в постановку 17 июля 2018 года и играли до окончания проката, однако Донна Мёрфи по-прежнему заменяла Мидлер по воскресеньям. 25 августа 2018 года прокат спектакля на Бродвее в театре «Шуберт» завершился.
«Хелло, Долли!» до сих пор является одним из самых долгоживущих бродвейских мюзиклов.

## Действующие лица и исполнители
| Персонажи            | Бродвей (1964)       | Вест-Энд (1965) | Бродвей (1968)   | Фильм (1969)      | Бродвей (1978)  | Вест-Энд (1979) | Бродвей (1995)  | Бродвей (2017)  | Бродвей (Второй состав) (2018) | Бродвей (Третий состав) (2018) | Национальный Тур (2018) |
| -------------------- | -------------------- | --------------- | ---------------- | ----------------- | --------------- | --------------- | --------------- | --------------- | ------------------------------ | ------------------------------ | ----------------------- |
| Долли Галлахер Ливай | Кэрол Ченнинг        | Мэри Мартин     | Перл Бэйли       | Барбара Стрейзанд | Кэрол Ченнинг   | Кэрол Ченнинг   | Кэрол Ченнинг   | Бетт Мидлер     | Бернадетт Питерс               | Бетт Мидлер                    | Бетти Бакли             |
| Хорас Вандергелдер   | Дэвид Бернс          | Лоринг Смит     | Каб Калуэй       | Уолтер Маттау     | Эдди Бракен     | Эдди Бракен     | Джей Гарнер     | Дэвид Хайд Пирс | Виктор Гарбер                  | Дэвид Хайд Пирс                | Льюис Дж. Стадлен       |
| Корнелиус Хакл       | Чарльз Нельсон Рейли | Гарретт Льюис   | Терренс Эмануэль | Майкл Кроуфорд    | Ли Рой Реймс    | Тудор Дэвис     | Майкл ДеВриес   | Гэвин Крель     | Гэвин Крель                    | Гэвин Крель                    | Ник Роулеав             |
| Айрин Моллой         | Эйлин Бреннан        | Мэрилин Ловелл  | Мэри Луиза       | Марианн Макэндрю  | Флоренция Лэйси | Морин Скотт     | Флоренция Лэйси | Кейт Болдуин    | Кейт Болдуин                   | Кейт Болдуин                   | Аналиса Лёминг          |

### Известные замены
- Перл Бейли
- Джинджер Роджерс

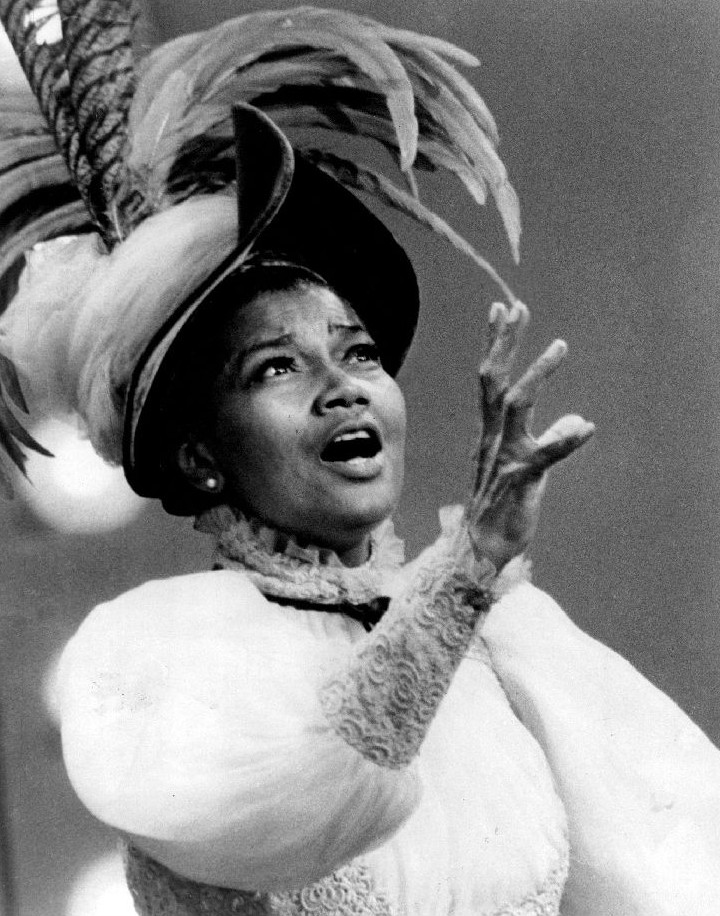
Перл Бэйли в роли Долли Ливай. 1968 год

- Этель Мерман (роль Долли стала последней ролью для Этель Мерман, больше она на бродвейскую сцену не выходила)
- Марта Рей
- Бетти Грейбл
- Донна Мёрфи (заменяла Бетт Мидлер по вторникам с 13 июня 2017 года по 7 января 2018 года и по воскресеньям с 20 июля по 20 августа)
- Бернадетт Питерс (заменяла Бетт Мидлер с 20 января по 15 июля 2018 года)